# (29338) 1995 AV2
1995 أي في 2 (ويعرف أيضًا باسم (29338) 1995 أي في 2 وفق تسمية الكوكب الصغير) (بالإنجليزية: 1995 AV2)‏ هو كويكب ضمن حزام الكويكبات؛ وترتيبه 29338 من حيث الاكتشاف.
اكتُشف هذا الجُرم الفلكي بواسطة هيروشي كانيدا في 2 يناير 1995.

## وصلات خارجية
- (29338) 1995 AV2 في قاعدة بيانات مختبر الدفع النفاث لأجرام النظام الشمسي الصغيرة

- الاكتشاف · مخطط المدار ·  العناصر المدارية · المعلمات المادية

- (29338) 1995 AV2 على موقع ويكي سكاي: DSS2, SDSS, GALEX, IRAS, Hydrogen α, X-Ray, Astrophoto, Sky Map, Articles and images